# Arja Havakka

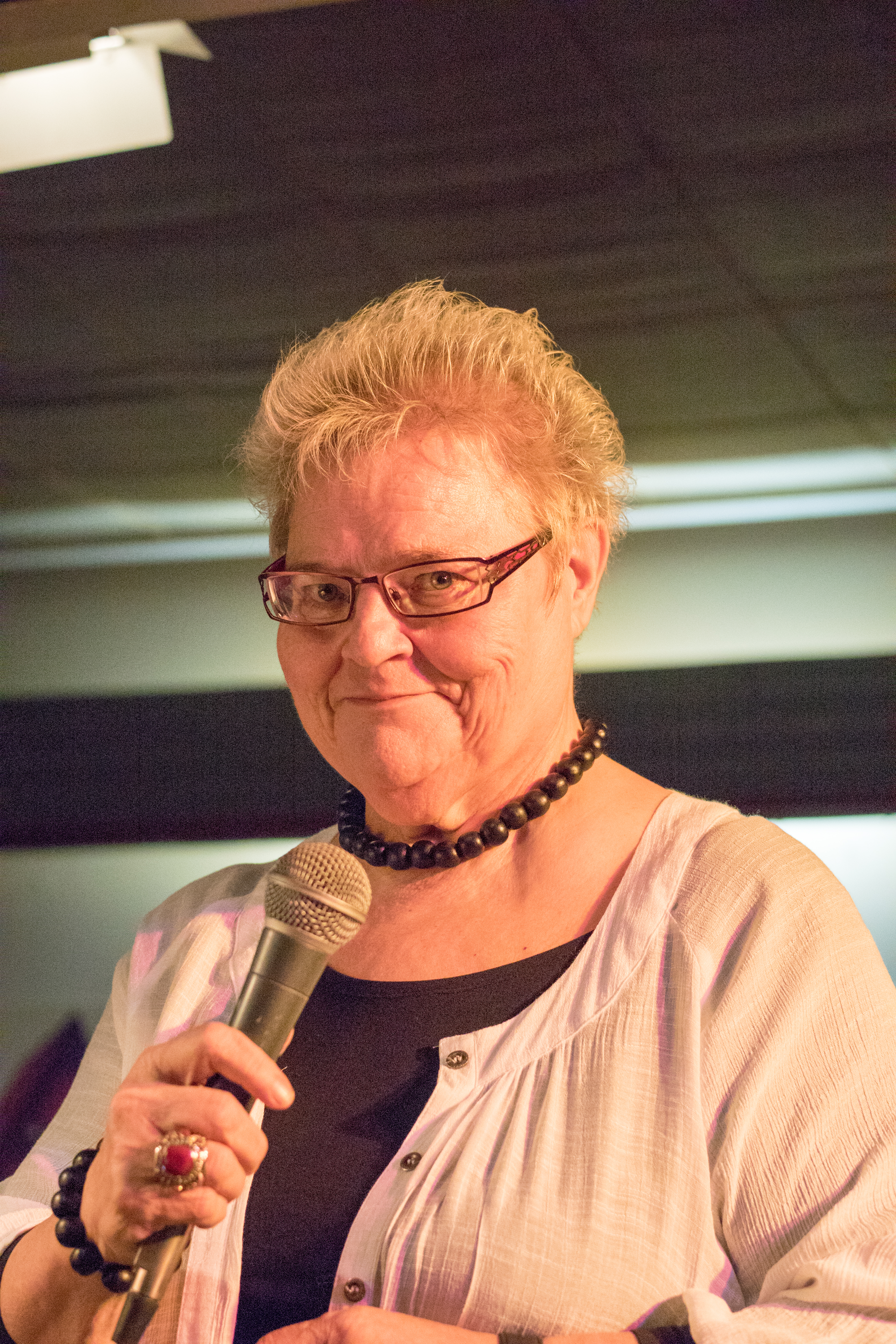
Arja Havakka

Arja Havakka (* 3. Oktober 1944 in Lahti, Finnland) ist eine finnische Schlagersängerin.

## Leben und Karriere
Havakka wuchs als Waisenkind auf, da ihre Mutter starb, als sie sieben Jahre alt war. Danach wuchs sie bei der Schwester ihrer Mutter in Imatra und später in Lappeenranta auf. Sie begann am Lappeenrannan kaupunginteatteri (Stadttheater Lappeenranta) aufzutreten sowie auch zu singen und bekam so ihre erste Bühnenerfahrung. Zum Beginn ihrer Karriere sang sie auch als Sängerin in Restaurants und Tanzlokalen in Finnland. Ab den 1960er Jahren trat sie über zehn Jahre lang in der Band Tommi Lainkarin als Bassistin und Sängerin auf. Danach trat sie oft einzeln als Volkslied- und Schlagersängerin auf. Im Jahre 1995 verzeichnete Havakka mit Lokki-waltz ihren größten Hit. In der Folge bekam sie ihren eigenen Plattenvertrag und veröffentlichte seit dem einige ihrer Songs auf CD und Schallplatte. 2012 feierte Havakka das Jubiläum ihrer 45-jährigen Karriere mit einem Benefizkonzert in Keminmaa.
Arja Havakka ist unverheiratet und hat keine Kinder, sie wohnte 40 Jahre lang in Rovaniemi, seit 2007 in Keminmaa.

## Diskografie

### Alben
- 1994: Siniset sävelet[6]
- 1995: Lokki (FI: Gold)[7]
- 1996: Sinne ainiaaksi jään
- 1999: Muistot ei kuole koskaan
- 2002: Hän saavu ei
- 2004: Lokki: kaikki parhaat - 36 toivotuinta
- 2013: Joki ja tuuli

## Singles
- 1997: Häälauantai[3]
- 2016: Yksin / Kaikki tiet vievät Roomaan
- 2016: Vuonna -66 (mit Kulkuriveli Jami)